# 청주시의 시내버스
청주시의 시내버스는 충청북도 청주시에서 담당하는 시내버스이며, 주요 관리 업체는 동양교통, 동일운수, 우진교통, 청신운수, 청주교통, 한성운수이다.
청주시 면허 시내버스 중 상당수 차량이 NGV로 구성되어 있고 이는 2002년 5월에 첫 차량이 반입되어 동년 6월 2일 운행을 개시, 이후 꾸준히 반입해 왔으며 현재 경유 연료의 공영버스, 일부 저상버스를 제외한 모든 시내버스가 천연가스버스 차량으로 교체되었다.

## 운임요금
2024년 12월 14일 기준이다.
| 종류         | 나이         | 카드 (원) | 현금 (원) |
| ------------ | ------------ | --------- | --------- |
| 급행버스     | 일반인       | 2050      | 2100      |
| 급행버스     | 중, 고등학생 | 1650      | 1700      |
| 급행버스     | 초등학생     | 1000      | 1050      |
| 일반시내버스 | 일반인       | 1650      | 1700      |
| 일반시내버스 | 중, 고등학생 | 1300      | 1350      |
| 일반시내버스 | 초등학생     | 800       | 850       |
| 청주콜버스   | 일반인       | 650       | 700       |
| 청주콜버스   | 중, 고등학생 | 550       | 600       |
| 청주콜버스   | 초등학생     | 300       | 350       |

### 시계외 운임요금
B3번과 B7번은 통합 청주시 경계 기준 반경 약 10여 킬로미터를 벗어날 경우 킬로미터당 145.33원이 추가로 부과된다. 2010년 11월 1일 적용분부터는 50원 단위의 사사오입 규정에 의거하여 아래와 같이 계산한다.
- B3번은  세종특별자치시 세종고속시외버스터미널 ~ 충청북도 청주시 오송역 간 현금 2200원, 카드 2150원이, 세종특별자치시 세종고속시외버스터미널 ~ 충청북도 청주시 청주국제공항 간 현금 2400원, 카드 2350원이 적용된다.
- B7번은 세종특별자치시 구간은 조정 전 운임요금, 충청북도 청주시 구간 내에서는 일반시내버스와 동일 운임요금, 세종특별자치시 ~ 충청북도 청주시 구간 이용 시 급행버스 전용 운임요금이 각각 적용된다.

| 종류            | 기준        | 계산액 (원) |
| --------------- | ----------- | ----------- |
| 시계외 운임요금 | 29원 이하   | 0           |
| 시계외 운임요금 | 30원 ~ 79원 | 50          |
| 시계외 운임요금 | 80원 이상   | 100         |

### 운임요금 할인
- 국가유공자 및 상이군경 1~7급 : 무임[3]
- 6세 미만 아동 : 시내버스 여객이 동반하는 만 6세 미만의 소아중 2인은 무임이며 3인부터는 초과하는 인원에 대한 초등학생의 운임요금 적용.[4][5]

### 무료 환승 및 환승 할인제
2005년 2월 1일부터 청주시에서 시내버스 이용 불편 해소 차원에 따라 청주시 전 지역에서 하차후 40분 이내 환승시 3회에 한하여 무료 또는 추가 운임요금만 지불하는 무료 환승 및 환승 할인제를 시행하고 있다. 2014년 5월 1일 환승시간을 30분에서 10분 연장한 40분을 적용하였고, 2014년 7월 1일 통합 청주시 출범으로 공영버스와 시내버스 간 환승이 적용되었다. 2016년 9월 19일부터 공영버스끼리 무료 환승이 확대 적용되었으며 시행 초기에는 통합 청주시 이전 지역에 한정하였으나 2012년 5월 21일부터 읍면 지역으로 무료 환승 및 환승 할인제를 확대 시행하고 있다.
무료 환승 및 환승 할인의 방법은 하차단말기에 승차 시 결재한 카드를 태그하고 하차한 후 3회에 한하여 환승이 가능하며 아래의 경우에는 무료 환승 및 환승 할인제를 적용 받을 수 없다.
- 선/후불 교통카드가 아닌 현금으로 운임요금을 지불하는 경우
- 청주시내버스 유출입 타 지역과 타 지역 농어촌버스/시내버스 유출입 지역에서 해당 지역 농어촌버스/시내버스와 상호 환승하는 경우[10]
- 환승 가능한 시간이 1시간[11]을 초과하는 경우
- 다인승 승차 시[12]
- 동일 노선 간 환승 시[13]

### 교통카드
청주시내버스에서 사용 가능한 교통카드는 선불교통카드는 으뜸e카드이고, 마이비카드에서 대행해왔다.
마이비카드가 롯데그룹의 계열사가 되어 마이비카드 신규발급이 중단되고 동일 그룹 계열사인 캐시비카드 사용이 2011년 1월부터 발급 및 사용이 가능하며, 2011년 6월부터 티머니와 하나로카드도 사용이 가능하였다.
2014년 10월 코레일의 선불교통카드인 레일플러스도 충북지역 시내버스 호환 적용되어 사용할 수 있다. 또한 원패스도 사용이 가능해졌다.
현재 사용되는 선불 교통카드는 원패스, 티머니, 캐시비, 레일플러스, 한페이이다.
그리고 후불교통카드는 2012년 7월 25일 기준으로 국민카드, NH농협카드, 롯데카드, BC카드, 삼성카드, 신한카드, 하나카드, 현대카드의 후불교통카드를 사용할 수 있다.

### 정기승차권
2022년 11월 1일 청주시내버스를 특정 기간 동안 무제한으로 이용할 수 있는 정기승차권을 출시하였다.
권종은 총 6가지로 1일권 일반 및 청소년용, 2일권 일반 및 청소년용, 30일권 일반 및 청소년용으로 구성되어 있으며 청주시 관내 GS25 편의점을 통해 발급 충전할 수 있다. 아래에 명시된 금액은 정기승차권 발급단가 3천원이 포함된 금액으로 이후 재충전 시 발급단가를 부과하지 않는다.
| 종류   | 나이   | 금액 (원) |
| ------ | ------ | --------- |
| 1일권  | 일반인 | 9000      |
| 1일권  | 청소년 | 7800      |
| 2일권  | 일반인 | 13500     |
| 2일권  | 청소년 | 11400     |
| 30일권 | 일반인 | 61000     |
| 30일권 | 청소년 | 49000     |

## 운수 업체
2014년 12월 기준이다.
| 운행업체     | 면허 대수 | 면허 대수 | 면허 대수 | 면허 대수 | 면허 대수 |
| ------------ | --------- | --------- | --------- | --------- | --------- |
| 운행업체     | 대수 합계 | 일반버스  | 좌석버스  | 공영버스  | 저상버스  |
| 동양교통     | 54        | 44        | 10        | -         | 13        |
| 동일운수     | 69        | 59        | 10        | -         | 16        |
| 우진교통     | 113       | 92        | 21        | -         | 27        |
| 청신운수     | 65        | 55        | 10        | -         | 15        |
| 청주교통     | 60        | 51        | 9         | -         | 15        |
| 한성운수     | 59        | 49        | 10        | -         | 14        |
| 청주공영버스 | 32        | -         | -         | 32        | -         |
| 합계         | 420       | 350       | 70        | 32        | 100       |

## CNG 버스 도입 배경
날로 갈수록 지속되는 환경오염과 각종 공해유발 등 환경 문제 개선 차원에 따라 경유 버스의 보유 대수를 크게 감축하는 결과로 결정되었다.
또한, 통행량 증가에 따른 소음규제 해소와 매연 발생문제를 해소시키기 위해 도입되었다.

## 노선번호 체계
2000년까지는 한자리에서 세자리까지 노선번호가 다양하였으나 2001년부터 세자리로 노선번호가 단일화되었으며 2004년 약수터방면 중형좌석 노선이 실내체육관으로 단축됨과 동시에 두자리의 노선번호가 부활되었다. 2005년 중형좌석이 폐지되었으며 해당 차량은 입석형 버스 도색으로 재도색해서 운행하였다. 2006년 3월 24일까지는 지금의 청원공영 권역순환 및 800~900번대가 100~700번대에 섞여서 운행되기도 하였다.
또한 다른지역과는 다르게 문의↔청남대 간 시내좌석버스 및 청주시내 권역별 순환버스를 제외한 모든 노선의 노선번호가 종점지 별로 부여되어 운행하다가 2006년 3월 25일부터 단일번호 체제로 노선번호를 부여하여 운행하고 있다.
| 적용 기간                         | 상세 내역 |
| --------------------------------- | --- |
| 2001년 ~ 2004년 8월               | - 증평방면 : 100번대 - 미원방면 : 200번대 - 문의방면 : 300번대 - 신탄진방면 : 400번대 - 조치원방면 : 500번대 - 옥산방면 : 600번대 - 오창, 진천방면 : 700번대 |
| 2004년 9월 ~ 2005년 1월 19일      | - 실내체육관(청주종합경기장) 종착 : 50번 - 증평방면 : 100번대 - 미원방면 : 200번대 - 문의방면 : 300번대 - 신탄진방면 : 400번대 - 조치원방면 : 500번대 - 옥산방면 : 600번대 - 오창, 진천방면 : 700번대                                                                                         |
| 2005년 1월 20일 ~ 2006년 3월 24일 | - 권역별 순환버스 (청주시내) : 10~40번대 - 실내체육관(청주종합경기장) 종착 : 50번 - 증평방면 : 100번대 - 미원방면 : 200번대 - 문의방면 : 300번대 - 신탄진방면 : 400번대 - 조치원방면 : 500번대 - 옥산방면 : 600번대 - 오창, 진천방면 : 700번대                                                |
| 2006년 3월 25일 ~ 2017년 3월 1일  | - 권역별 순환버스 (청주시내 공영) : 10~70번대 - 내수,증평방면 : 100번대 - 미원방면 : 200번대 - 문의방면 : 300번대 - 신탄진방면 : 400번대 - 오송,조치원방면 : 500번대 - 옥산방면 : 600번대 - 오창, 진천방면 : 700번대 - 시내순환 : 800번대 - 시내변두리 : 900번대                              |
| 2017년 3월 2일 ~                  | - 학생심야버스 : 000~010번대 - 권역별 순환버스 (청주시내 공영) : 10~70번대 - 내수,증평방면 : 100번대 - 미원방면 : 200번대 - 문의방면 : 300번대 - 신탄진방면 : 400번대 - 오송,조치원방면 : 500번대 - 옥산방면 : 600번대 - 오창, 진천방면 : 700번대 - 시내순환 : 800번대 - 시내변두리 : 900번대 |

- 위 정규노선 외에 야간에 자율학습을 마치고 귀가하는 학생들의 편의를 돕고자 번호 없이 운행하는 "학생심야노선" 이 존재한다. 학기 중 평일에만 운행하며 001번부터 019번까지 노선번호를 부여하여 운행한다. 운행대상 학교는 금천고등학교, 산남고등학교, 상당고등학교, 서원대학교[21], 세광중/고등학교, 주성고등학교, 청석고등학교, 청주여자고등학교, 청주외국어고등학교, 충북고등학교, 흥덕고등학교이다.

### 불법 운행
위 정규노선 및 학생심야 노선까지 운행을 마친 시내버스가 차고지로 이동하는 과정에서 차고지와 유사 방향으로 이동하는 이용고객을 태우고 가는 이른 바 차고지 영업을 해 왔는데 이는 허가받지 않은 노선으로 불법 운행을 하고 다닌 것으로 밝혀졌다.

## 운행 노선
- 2024년 8월 10일 106개 노선으로 조정되었다.

## 안내방송
- 과거에는 가라뫼사의 적외선 안내방송을 사용하였고 한때는 제천시내버스의 안내방송처럼 교통카드 단말기에서 방송번호를 조작해 안내방송을 실시하였으나 현재는 모닝스타사[23]의 안내방송을 사용하고 있다. 하지만 단점은 일부 정류장은 이름이 바뀌었지만 안내방송에서는 옛 정류장명칭을 안내하거나[24], 일부 정류장을 변형 안내하기도 한다.[25] 또한 변경 또는 신설된 일부 정류장과 마구리, 소전 등 시외 일부지역에서는 안내방송이 전혀 나오지 않고 일부 정류장에서는 다음 정류장 안내도 나오지 않는다.[26] 2016년부터 부산, 전주, 제천, 창원 등에서 사용되는 캐시비 음성합성 안내방송으로 전면 교체가 진행되고 있다.[27]

## 갤러리

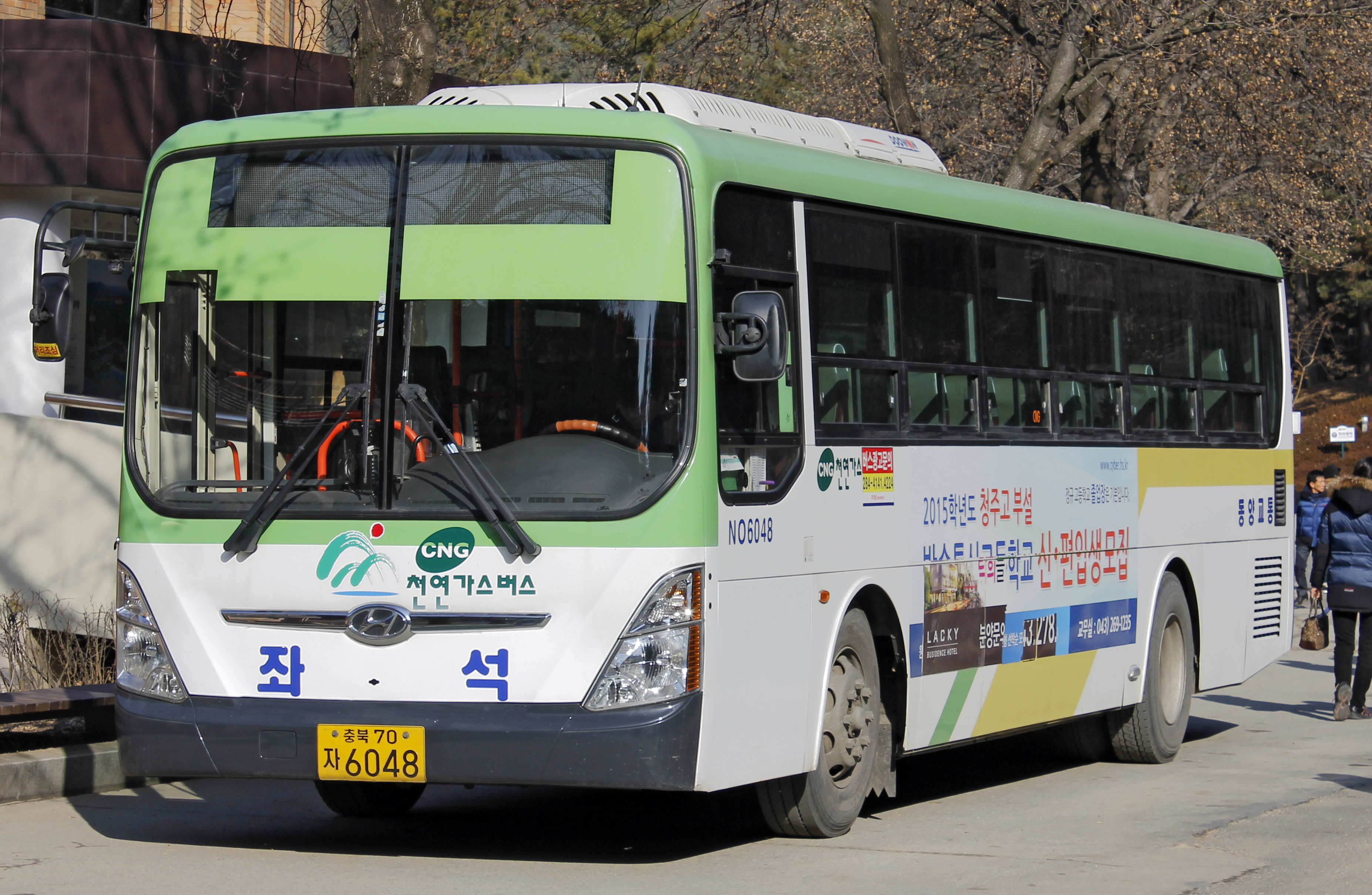
동양교통 소속 302번
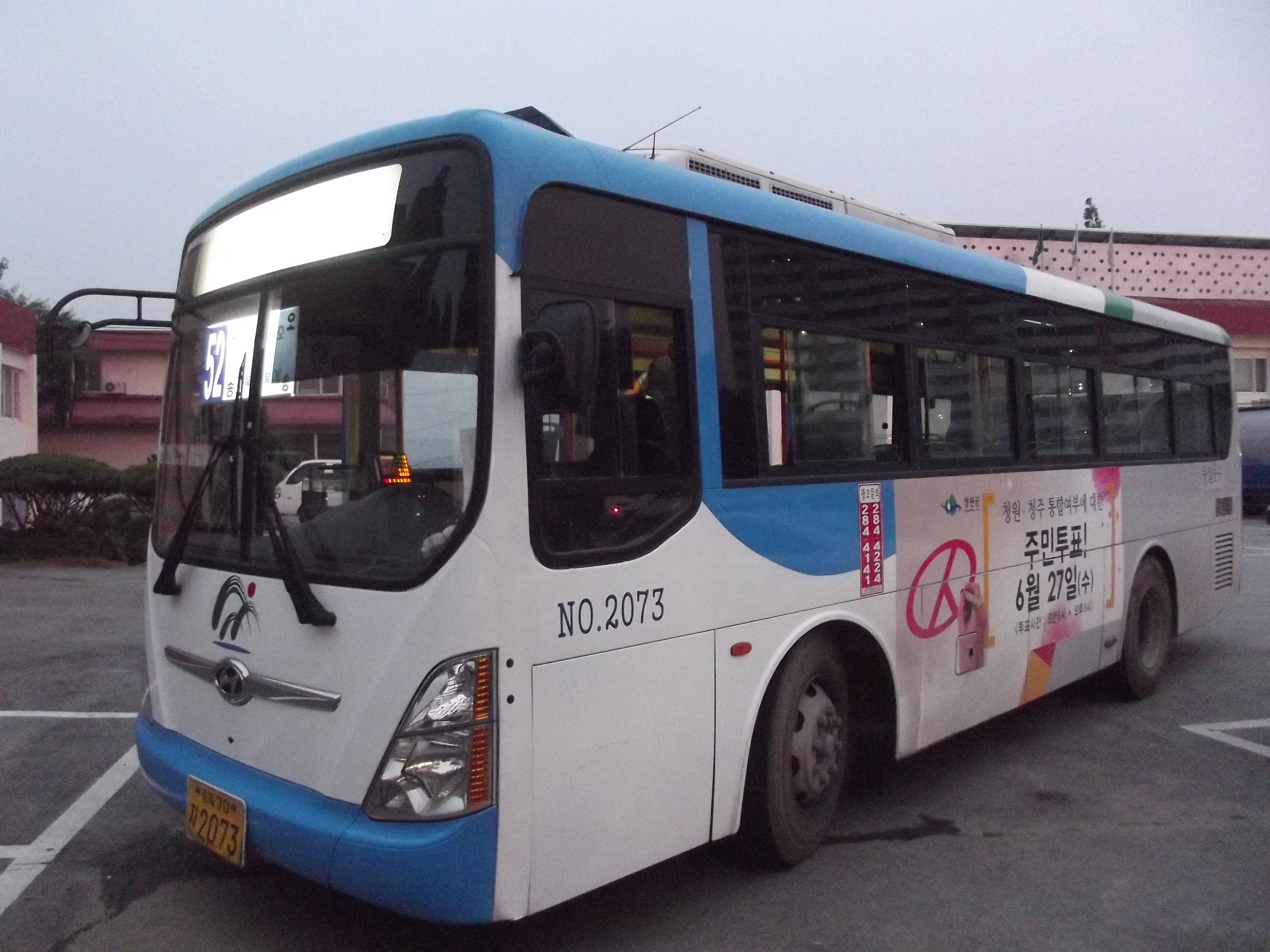
동일운수 소속 52번
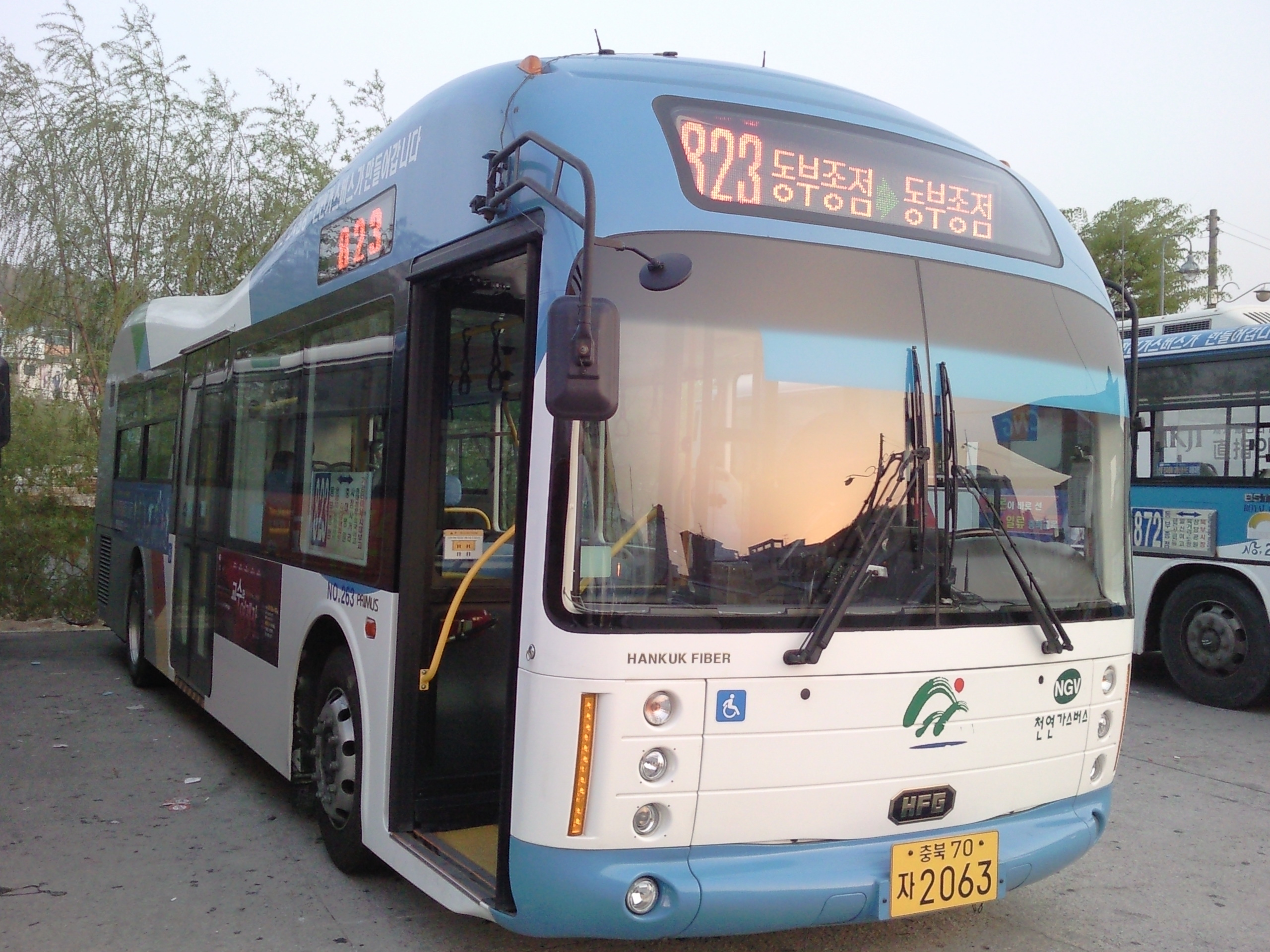
동일운수 소속 823번
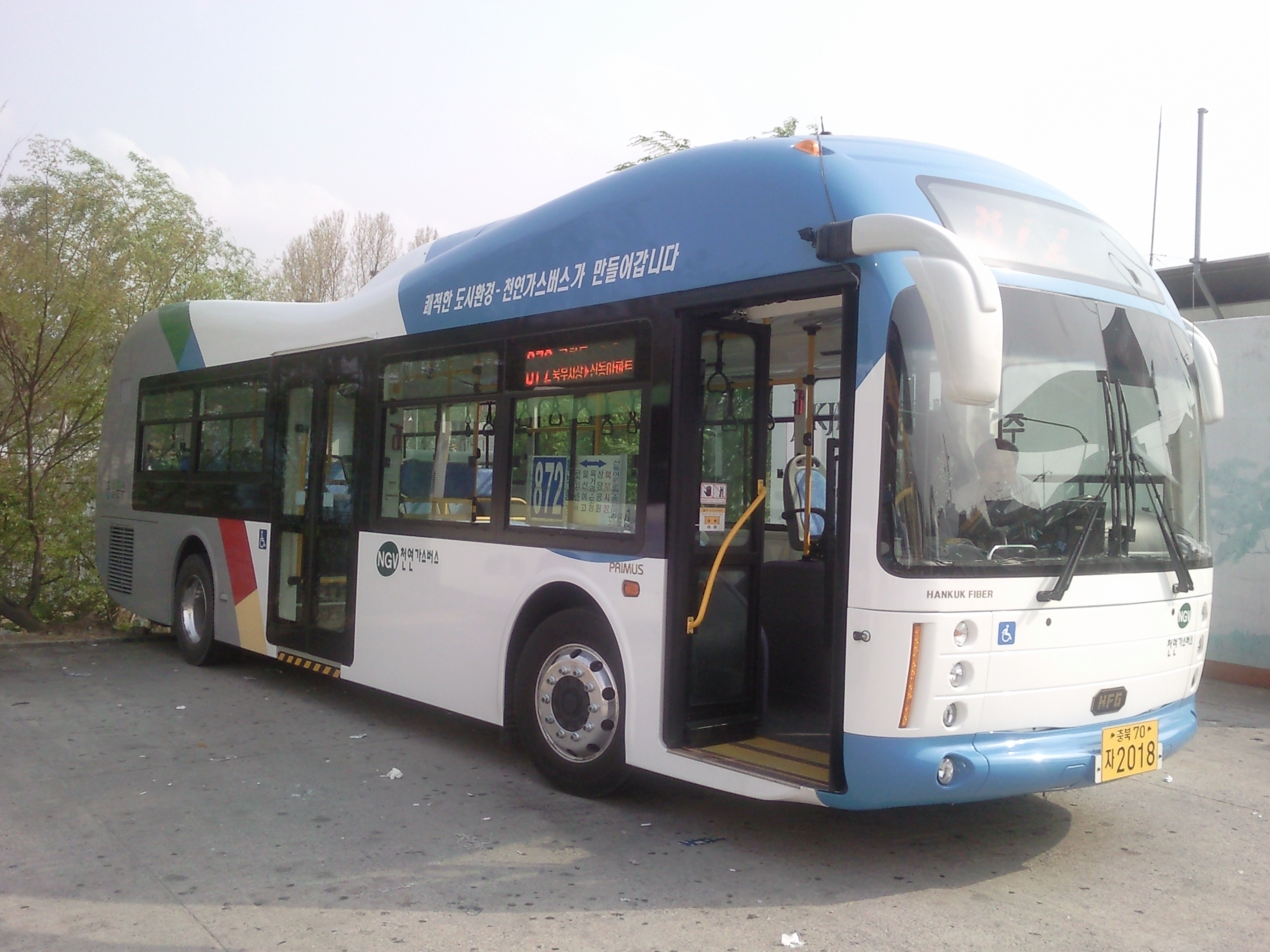
동일운수 소속 871번
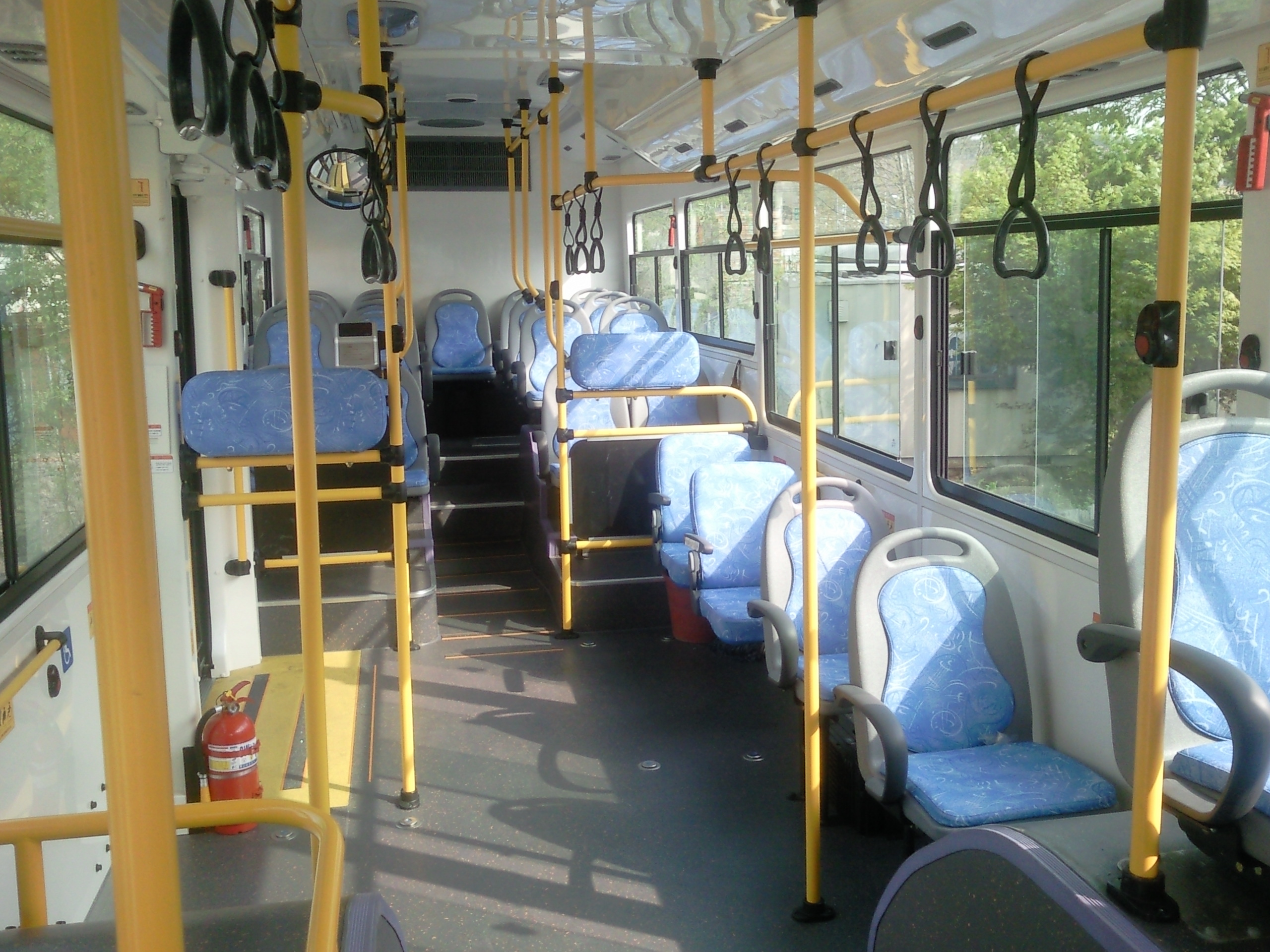
한국화이바 프리머스 내부
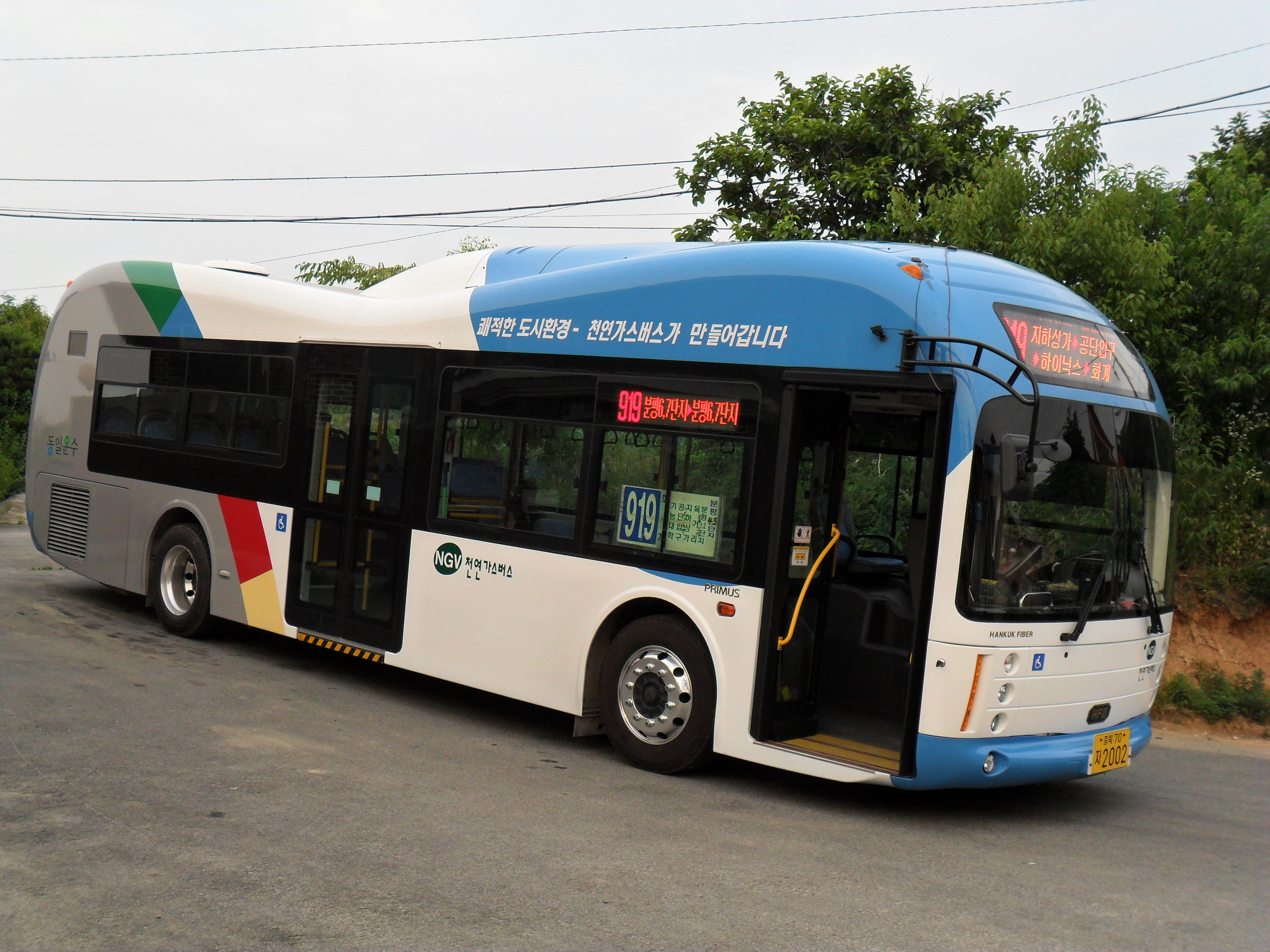
동일운수 소속 919번
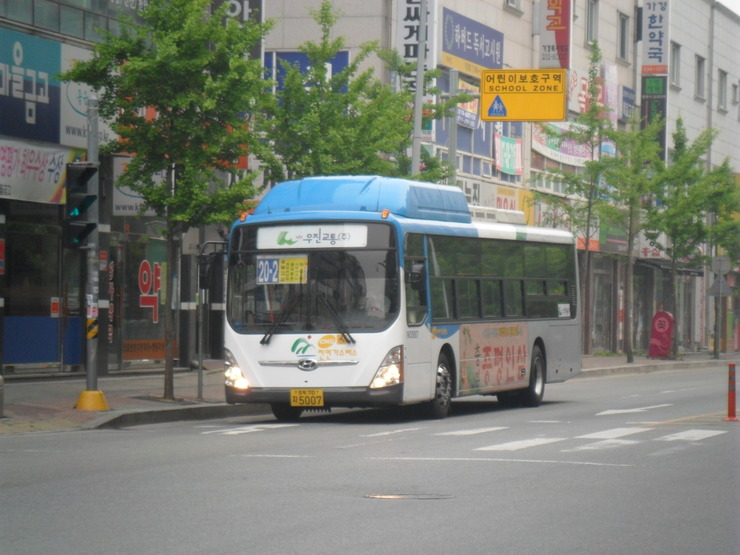
우진교통 소속 20-1번
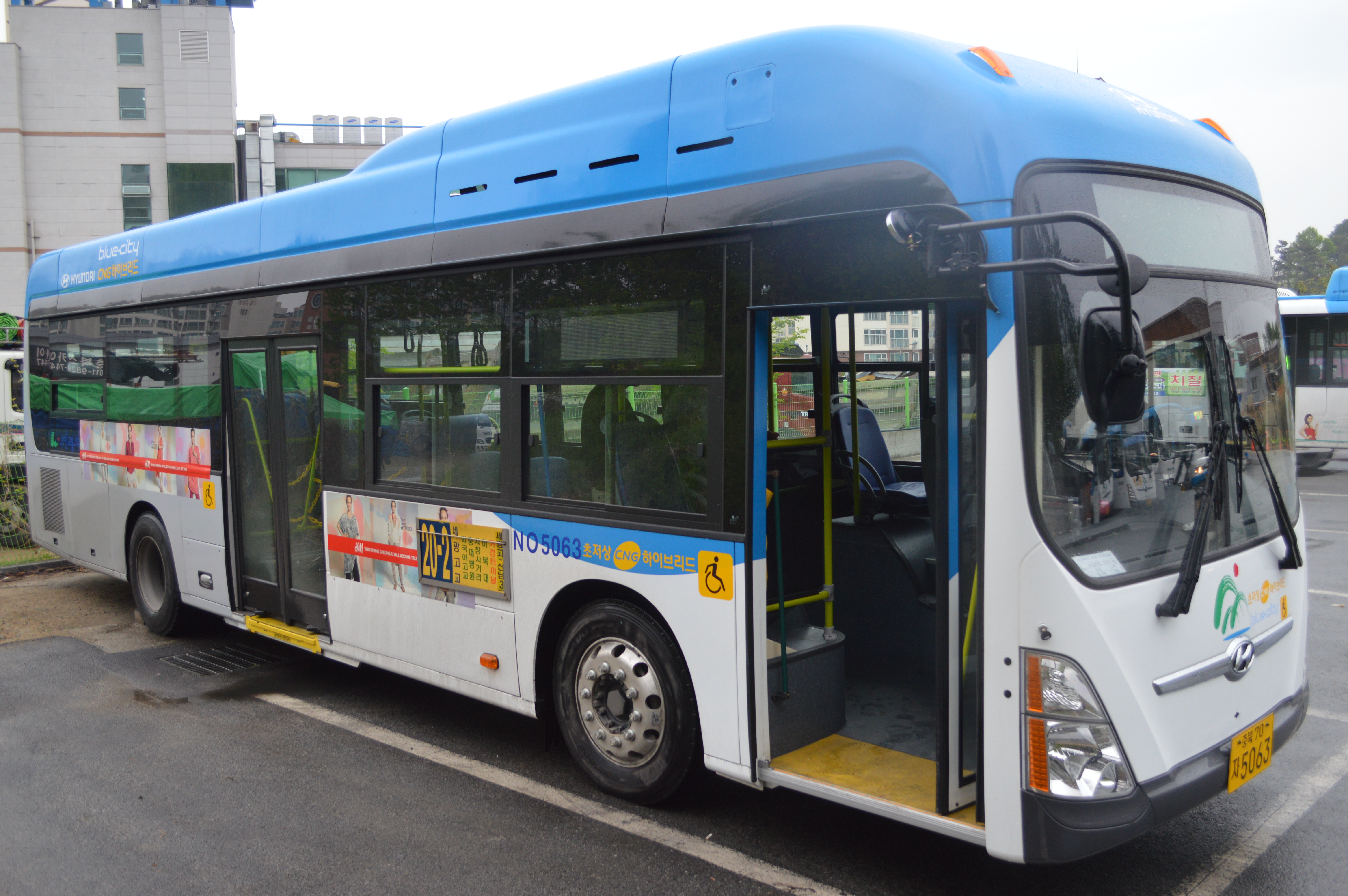
우진교통 소속 20-2번
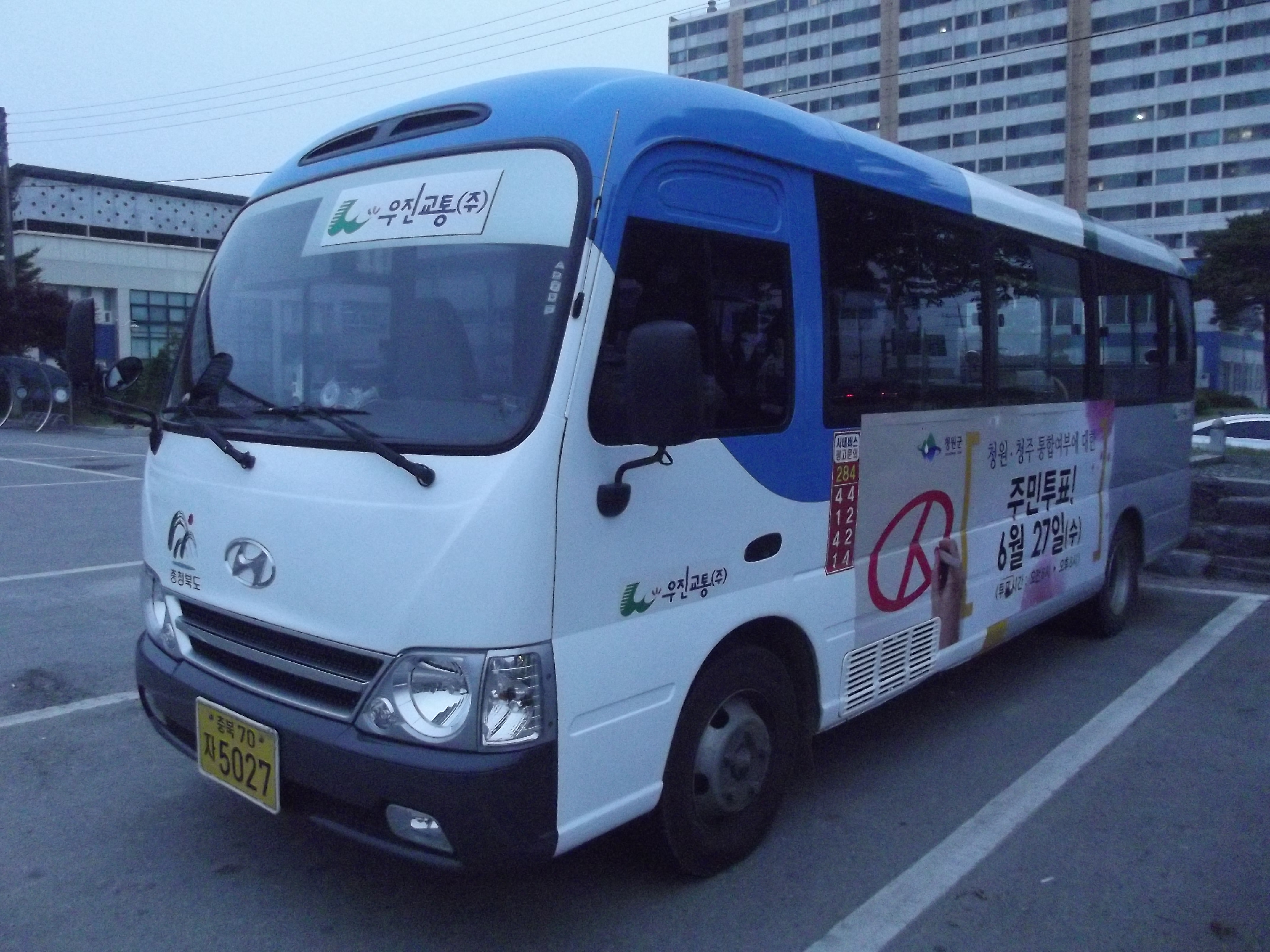
우진교통 소속 54번
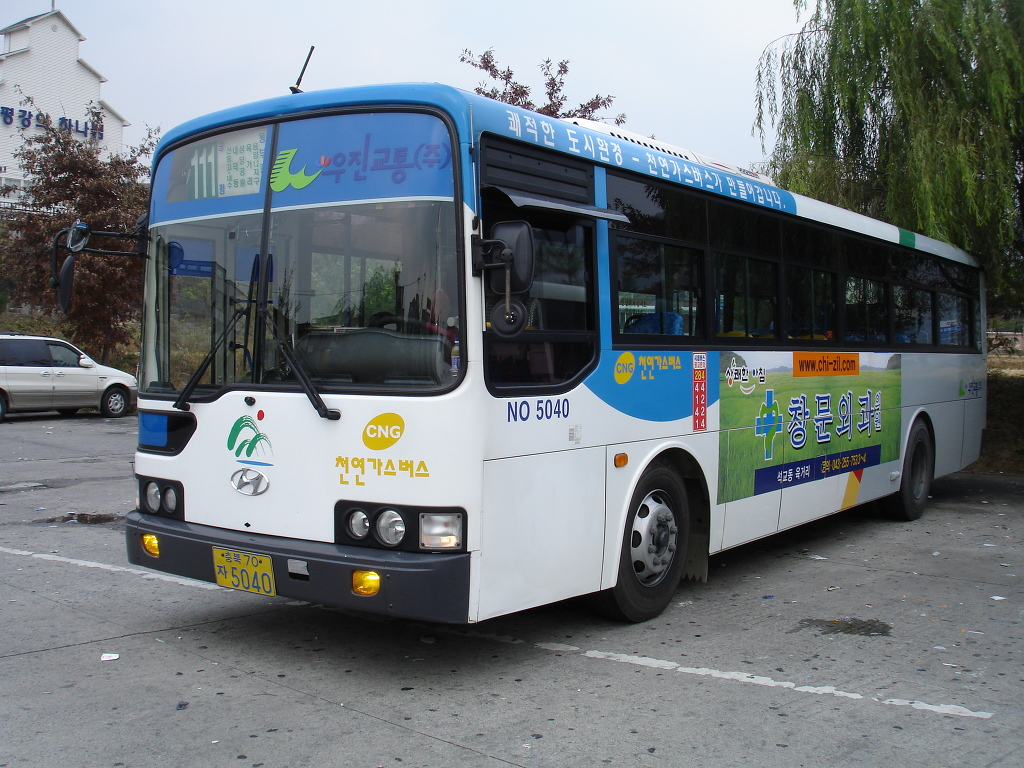
우진교통 소속 111번
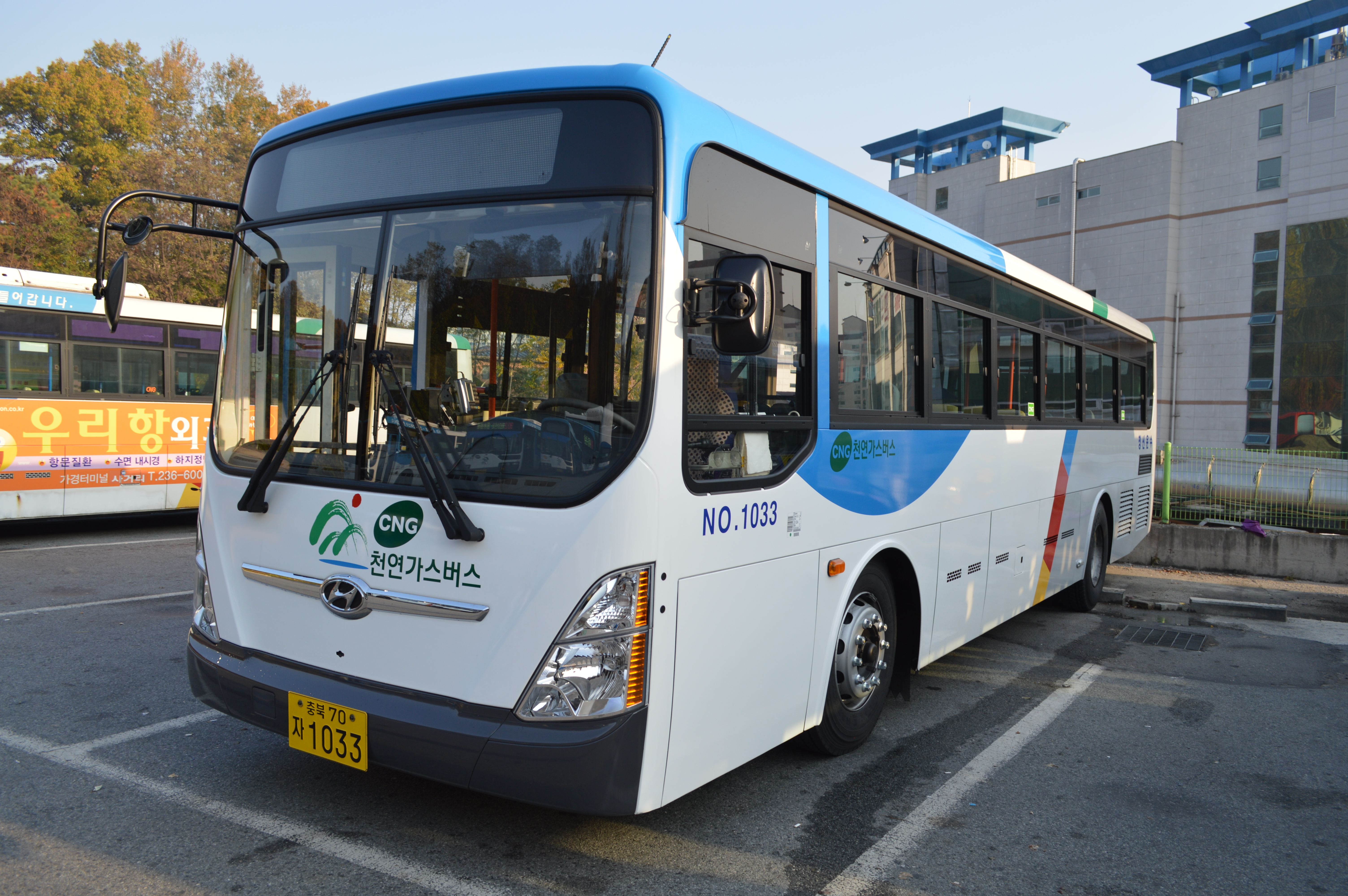
청신운수 소속 30-2번
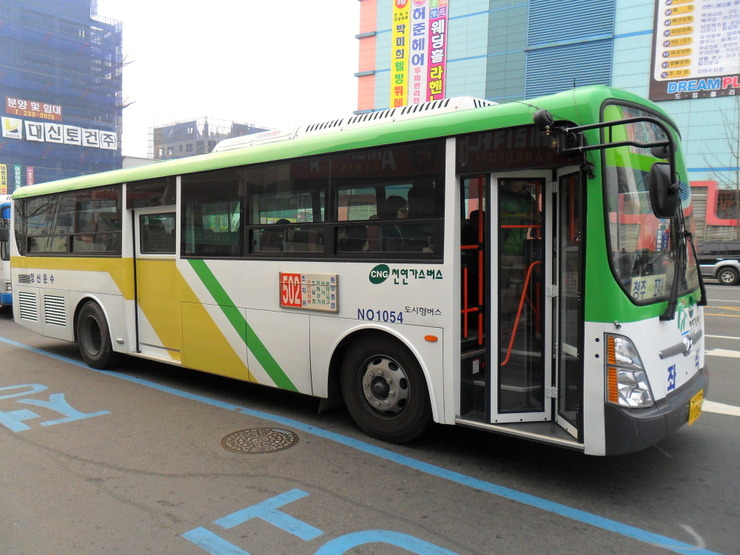
청신운수 소속 502번
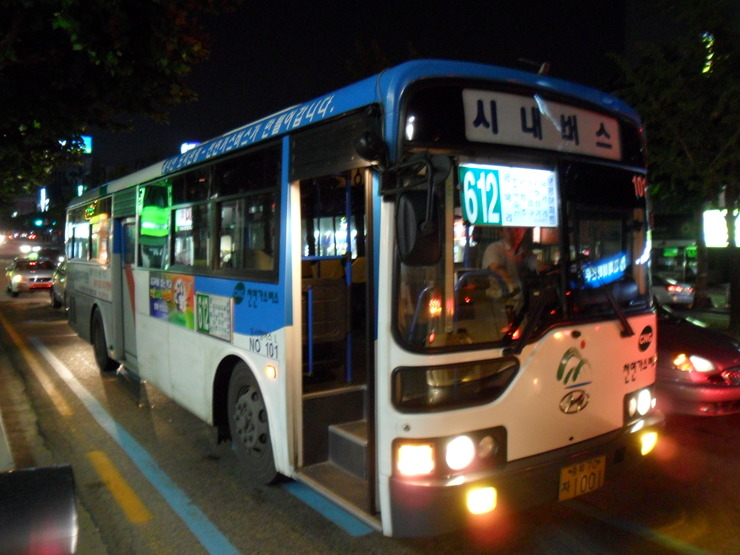
청신운수 소속 612번
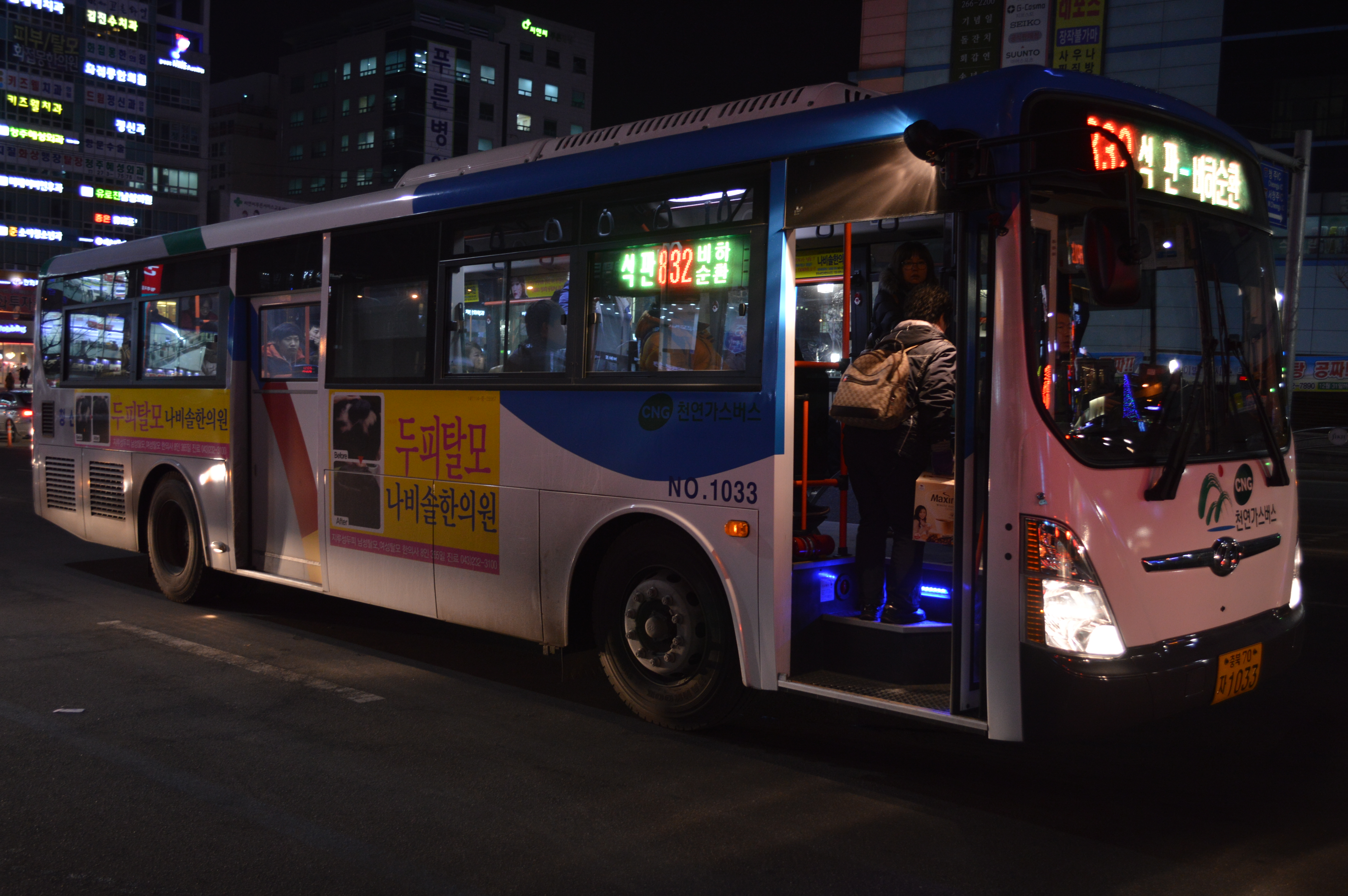
청신운수 소속 832번
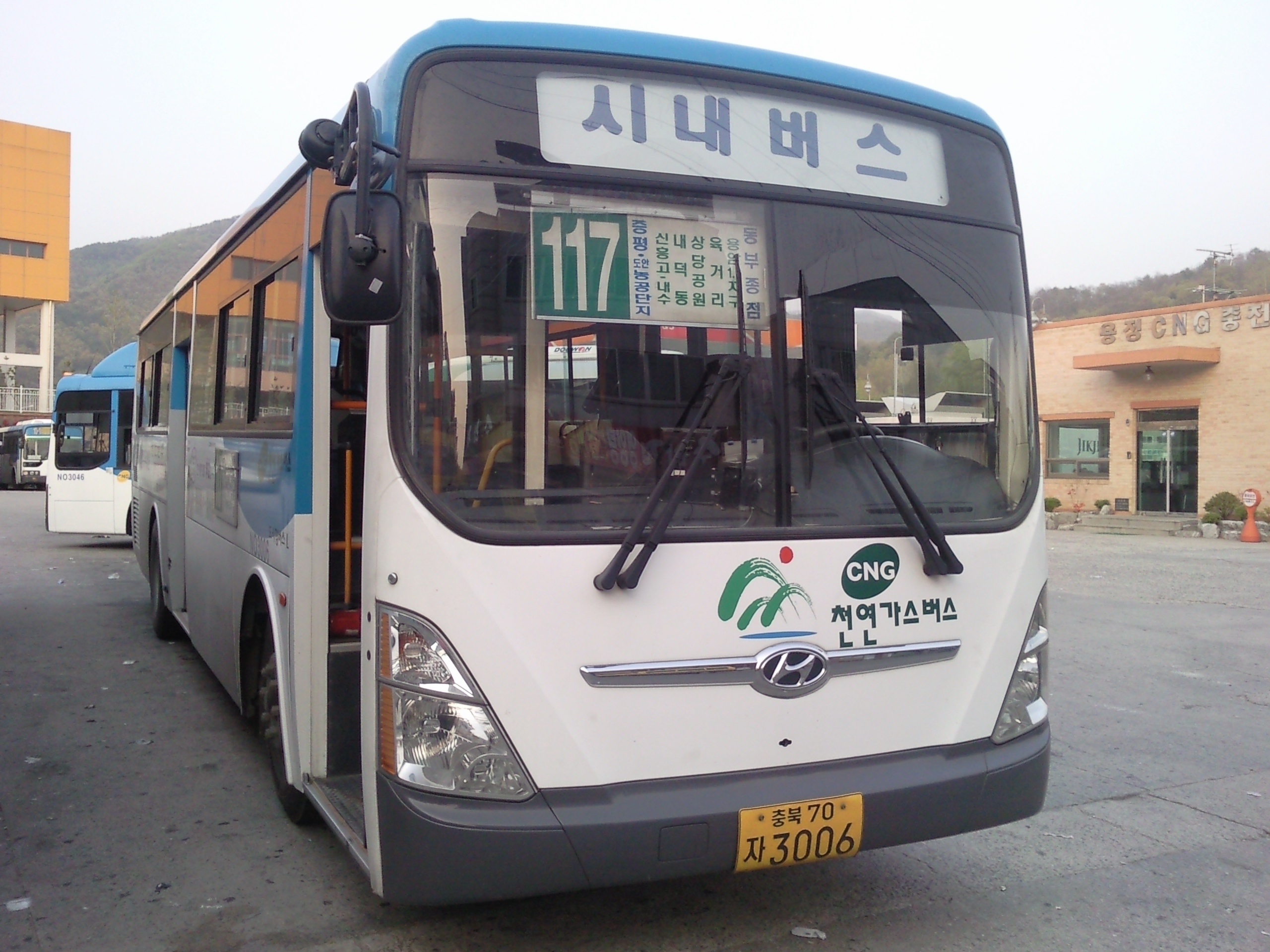
도안농공단지 운행 시절의 청주교통 소속 117번
청주교통 소속 841번
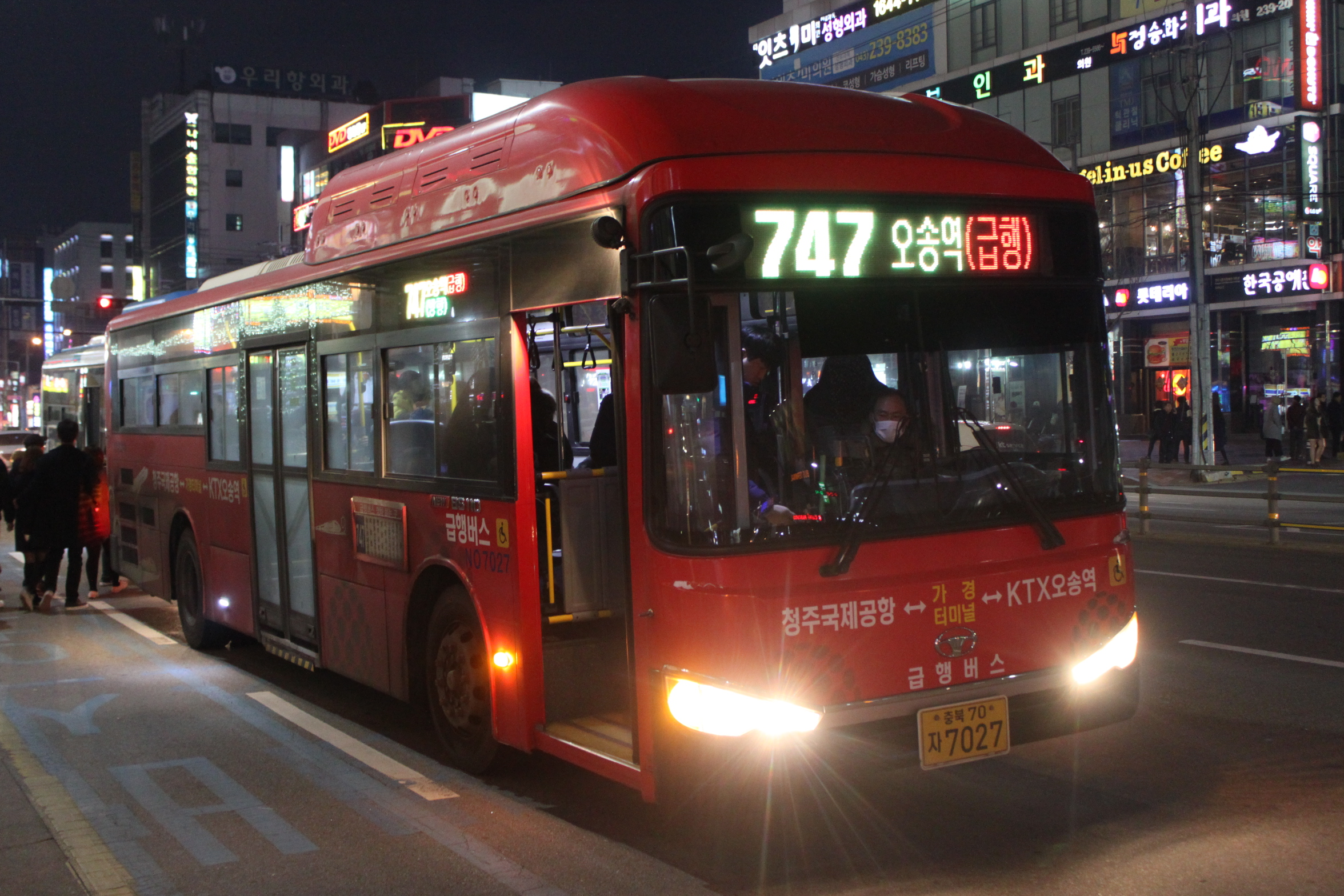
한성운수 소속 747번(급행)
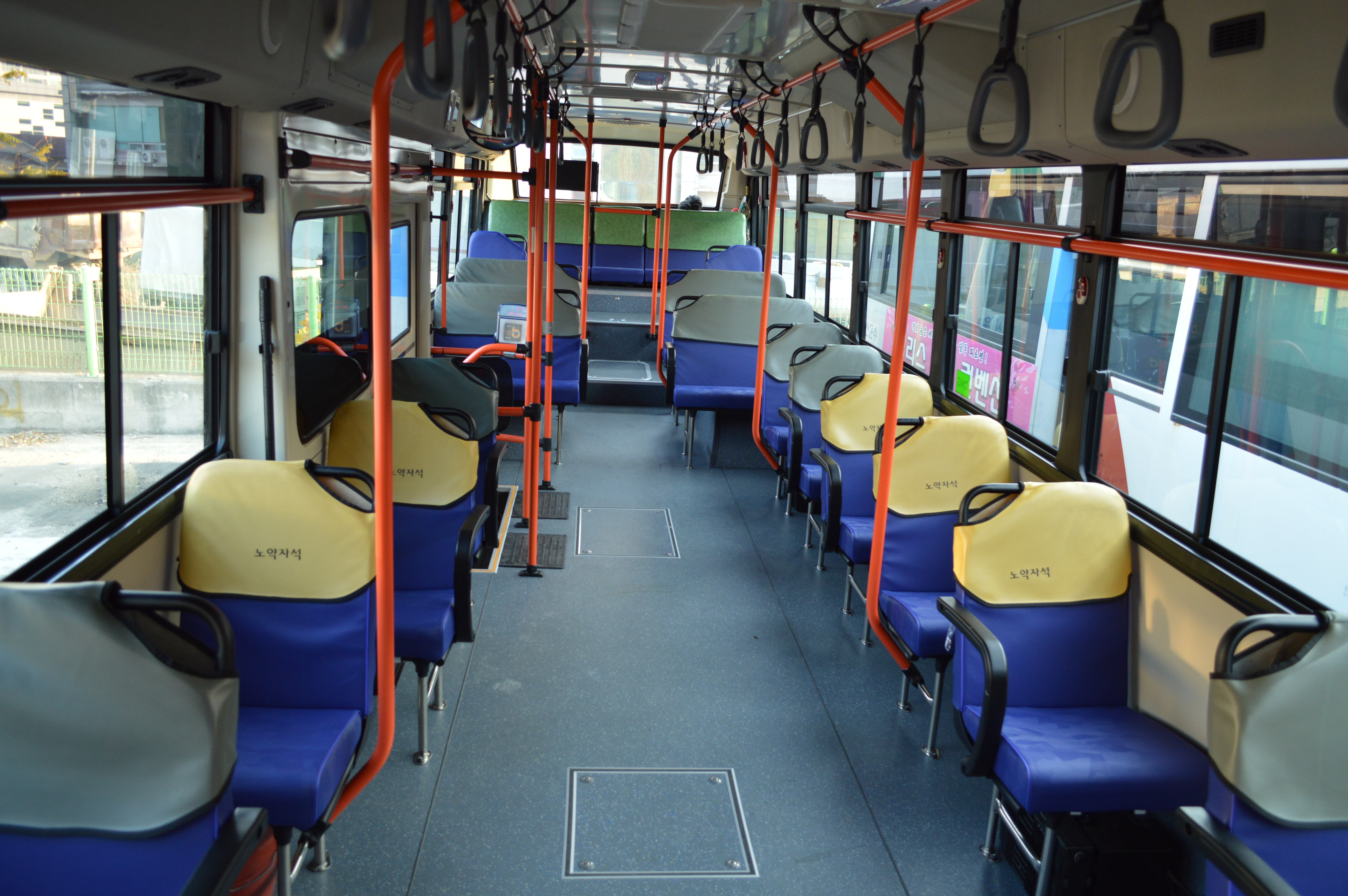
뉴 슈퍼 에어로시티 페이스리프트 2014년식 청주버스 내부